# Marina Gassol i Ventura
Marina Gassol (Barri de Sant Antoni, Barcelona, 1 d'agost de 1972 - 4 de març de 2023) va ser una política catalana.
Diplomada en Direcció i Administració d'Empreses, des del 1995 treballà com a personal laboral de la Generalitat de Catalunya, primer al Diari Oficial de la Generalitat de Catalunya (DOGC) entre els anys 1995 i 2016, i posteriorment a l'Oficina de Seguiment i Suport a les Comissions Paritàries Estat-Generalitat entre els anys 2016 i 2020. Marina Gassol va ser el número 11 de la llista d'Ernest Maragall a les eleccions del 2019 i va entrar com a regidora a l'Ajuntament de Barcelona el 2020, quan feia poc més d'un any que s'havia posat en marxa la legislatura al consistori, ocupant el lloc de Maria Buhigas, quan aquesta va renunciar com a regidora. Anteriorment, havia sigut presidenta de l'AFA Escola Àngel Baixeras entre el 2014 i el 2019, i també havia format part de diferents plataformes veïnals de Ciutat Vella, districte del qual era la presidenta en l'actualitat. Entre el 2014 i el 2020 va ser membre de la Junta Territorial de Barcelona i vocalia pedagògica i curricular de la Junta General de la Federació d'Associacions de Mares i Pares d'Alumnes de Catalunya (FAPAC) entre el 2017 i 2020. Darrerament, era la presidenta d'ERC-Barcelona Vella. Gassol també havia treballat com a administrativa a la Conselleria d’Acció Exterior.
El març del 2023 va morir a causa d'un càncer, detectat a finals del 2022.